# Mikhail Ryzhov
Pour les articles homonymes, voir Ryjov.
Mikhail Ryzhov (en russe : Михаил Михайлович Рыжов, Mikhaïl Mikhaïlovitch Ryjov ; né le 17 décembre 1991) est un athlète russe spécialiste de la marche athlétique.

## Biographie
Deuxième sur 50 km lors de l'Universiade d'été de 2011, il se classe deuxième de la Coupe d'Europe de marche 2013 à Dudince, en établissant un nouveau record personnel sur 50 km en 3 h 44 min 41 s.
Le 14 août 2013, Mikhail Ryzhov améliore sa meilleure performance sur 50 km lors des Championnats du monde à Moscou et remporte la médaille d'argent en 3 h 38 min 58 s derrière l'Irlandais Robert Heffernan, mais sa médaille lui sera retirée quelques années plus tard pour dopage.
En 2014, il remporte dans un premier temps le 50 km de la Coupe du monde de marche 2014 à Taicang, puis termine au pied du podium sur la même distance aux championnats d'Europe de Zurich, mais là encore il verra ses performances retirées.
Contrôlé positif à l'EPO en juin 2015, il est suspendu à partir de mi-juillet 2016 pour une durée de 4 ans par le Tribunal Arbitral du Sport. Tous ses résultats réalisés après 2012 ont été effacés, dont son titre de vice-champion du monde du 50 km en 2013.

## Palmarès
| Date | Compétition              | Lieu     | Résultat | Épreuve      | Temps           |
| ---- | ------------------------ | -------- | -------- | ------------ | --------------- |
| 2011 | Universiade              | Shenzhen | 1er      | 20 km marche | 1 h 24 min 26 s |
| 2012 | Coupe du monde de marche | Saransk  | 15e      | 50 km marche | 3 h 53 min 49 s |
| 2013 | Coupe d'Europe de marche | Dudince  | DQ       | 50 km marche | 3 h 44 min 42 s |
| 2013 | Championnats du monde    | Moscou   | DQ       | 50 km marche | 3 h 38 min 58 s |

## Records
| Épreuve      | Performance     | Lieu    | Date            |
| ------------ | --------------- | ------- | --------------- |
| 20 km marche | 1 h 21 min 49 s | Sotchi  | 26 février 2011 |
| 50 km marche | 3 h 53 min 49 s | Saransk | 13 mai 2012     |